# Tetragonochora theronioides
Tetragonochora theronioides är en stekelart som beskrevs av Morley 1915. Tetragonochora theronioides ingår i släktet Tetragonochora och familjen brokparasitsteklar. Inga underarter finns listade i Catalogue of Life.